# Ors (Torí)
Ors (italià Oulx, piemontès Ols) és un municipi italià, situat a la ciutat metropolitana de Torí, a la regió del Piemont. L'any 2007 tenia 3.119 habitants. Està situat a la Vall de Susa, una de les Valls Occitanes. Forma part de la Comunitat Muntanyenca Alta Vall de Susa. Limita amb els municipis de Bardonescha, Cesana, Exilhas, Névache (Alts Alps), Prajalats, Salbertran, Lo Sause d'Ors i Sestrieras.

## Administració
| Període | Identitat   | Partit        |
| ------- | ----------- | ------------- |
| 2004-   | Mauri Cassi | Llista cívica |